# Гуджрати, Видит Сантош
Ви́дит Са́нтош Гуджра́ти (англ. Vidit Santosh Gujrathi; род. 24 октября 1994, Насик, Махараштра) — индийский шахматист, гроссмейстер (2013).

## Карьера
Родился в Насике в семье врачей Сантоша и Никиты Гуджрати. С детства занимался шахматами.
Выполнил первую норму международного мастера, набрав 7 очков из 13 на 45-м чемпионате Индии в Ченнаи в 2008 году. В том же году выиграл чемпионат мира среди юношей и девушек в открытой секции U14, став 1-м индийцем, которому это удалось. Он набрал 9 очков из 11, получив последнюю норму для международного мастера.
В 2009 году разделил 1-2 места на чемпионате мира до 16 лет, уступив индийцу С. П. Сетураману. На чемпионате мира до 20 лет в Ченнаи в 2011 году набрал 8 очков из 11, получив первую норму гроссмейстера.
В открытом международном чемпионате Нагпура в 2011 году набрал 8 очков из 11, отстав на 1 очко от Зиаура Рахмана. Получил вторую гроссмейстерскую норму. Последнюю норму выполнил в 8-м туре «Rose Valley Kolkata Open» в 2012 году, где занял 3-е место.
В 2013 году завоевал бронзовую медаль на чемпионате мира до 20 лет. Занял третье место в шахматном турнире «Hyderabad International Grandmasters».
Выступал в других турнирах, включая чемпионат Содружества по шахматам в 2008 году. На протяжении многих лет Видита тренировали международные мастера Ануп Дешмукх, Роктим Бандопадхьяй и гроссмейстер Алон Гринфельд. Абхиджит Кунте, который также тренировал Видита, сказал в 2013 году, что Видит может достичь рейтинга «Эло» 2700 за два-три года, также считал позиционное чутьё Видита превосходным, сравнивая его с другим индийским шахматистом Пенталой Харикришной.
С 22 по 25 ноября 2019 года участвовал в «Tata Steel» по рапиду и блицу в качестве участника по уайлд-кард
. Разделил 8-е место с другим приглашённым Пенталой Харикришной.
Участвовал в 1-м турнире тура 2020-21 годов от Магнуса Карлсена «Skilling Open» с призовым фондом в 1 миллион долларов.
Являлся капитаном исторической команды Индии, завоевавшей золото на шахматной онлайн-олимпиаде 2020.
В 2023 году выиграл Большую швейцарку ФИДЕ и отобрался в турнир претендентов.
В декабре 2023 года стал победителем Мемориала Гашимова.
Ведёт обучающий канал на YouTube для 258 000 подписчиков.

## Изменения рейтинга
| Графики недоступны из-за технических проблем. См. информацию на Фабрикаторе и на mediawiki.org. |